# Paulo Roberto Falcão
Pour les articles homonymes, voir Falcao.
Paulo Roberto Falcão, plus connu sous le nom de Falcão est un footballeur (milieu offensif) et entraîneur brésilien, né le 16 octobre 1953 à Abelardo Luz (dans l'État de Santa Catarina).

## Biographie

### En club
Falcaõ commence sa carrière au Sport Club Internacional de Porto Alegre, club avec lequel il gagne six titres de champion de l'État du Rio Grande do Sul et trois titres de champion du Brésil.
Il poursuit ensuite sa carrière à l'AS Rome. Avec les giallorossi il gagne le scudetto (le titre de champion d'Italie) en 1983 ainsi que deux coupes d'Italie. En 1984 son équipe perd en finale de la coupe d'Europe des clubs champions contre les Reds de Liverpool. 
De retour au Brésil, il remporte le titre de champion de l'État de São Paulo en 1985.
Il a été élu dans la meilleure équipe du Brésil de tous les temps.

### En équipe nationale
Il joue avec l'équipe du Brésil lors de la coupe du monde 1982 en Espagne (il est sans conteste l'un des meilleurs joueurs de la compétition) et lors de la coupe du monde 1986 au Mexique.
Il compte un total 34 sélections avec la Seleção de 1976 à 1986.

### Carrière d'entraîneur
Devenu entraîneur, il est pendant un certain temps le sélectionneur du Brésil lors de l'année 1991. 
En 1994, il entraîne durant quelques mois, sans grand succès, l'équipe nationale du Japon.

## Statistiques
| Club    | Club          | Club    | Championnat | Championnat | Coupe           | Coupe           | Compétition continentale | Compétition continentale | Total   | Total |
| Saison  | Club          | League  | Matches     | Buts        | Matches         | Buts            | Matches                  | Buts                     | Matches | Buts  |
| Brésil  | Brésil        | Brésil  | Championnat | Championnat | Coupe du Brésil | Coupe du Brésil | Amérique du Sud          | Amérique du Sud          | Total   | Total |
| ------- | ------------- | ------- | ----------- | ----------- | --------------- | --------------- | ------------------------ | ------------------------ | ------- | ----- |
| 1971    | Internacional | Série A | 0           | 0           |                 |                 |                          |                          |         |       |
| 1972    | Internacional | Série A | 0           | 0           |                 |                 |                          |                          |         |       |
| 1973    | Internacional | Série A | 34          | 0           |                 |                 |                          |                          |         |       |
| 1974    | Internacional | Série A | 21          | 2           |                 |                 |                          |                          |         |       |
| 1975    | Internacional | Série A | 19          | 1           |                 |                 |                          |                          |         |       |
| 1976    | Internacional | Série A | 15          | 5           |                 |                 |                          |                          |         |       |
| 1977    | Internacional | Série A | 9           | 0           |                 |                 |                          |                          |         |       |
| 1978    | Internacional | Série A | 27          | 5           |                 |                 |                          |                          |         |       |
| 1979    | Internacional | Série A | 20          | 5           |                 |                 |                          |                          |         |       |
| 1980    | Internacional | Série A | 12          | 3           |                 |                 |                          |                          |         |       |
| Italie  | Italie        | Italie  | Championnat | Championnat | Coupe d'Italie  | Coupe d'Italie  | Europe                   | Europe                   | Total   | Total |
| 1980–81 | AS Roma       | Serie A | 25          | 3           | 5               | 0               | 2                        | 1                        | 32      | 4     |
| 1981–82 | AS Roma       | Serie A | 24          | 6           | 2               | 0               | 4                        | 0                        | 30      | 6     |
| 1982–83 | AS Roma       | Serie A | 27          | 7           | 4               | 1               | 8                        | 2                        | 39      | 10    |
| 1983–84 | AS Roma       | Serie A | 27          | 5           | 8               | 0               | 8                        | 1                        | 43      | 6     |
| 1984–85 | AS Roma       | Serie A | 4           | 1           | 3               | 0               | 1                        | 0                        | 8       | 1     |
| Brésil  | Brésil        | Brésil  | Championnat | Championnat | Coupe du Brésil | Coupe du Brésil | Amérique du Sud          | Amérique du Sud          | Total   | Total |
| 1985    | São Paulo     | Série A | 0           | 0           |                 |                 |                          |                          |         |       |
| 1986    | São Paulo     | Série A | 15          | 0           |                 |                 |                          |                          |         |       |
| Pays    | Brésil        | Brésil  | 157         | 21          |                 |                 |                          |                          |         |       |
| Pays    | Italie        | Italie  | 107         | 22          | 22              | 1               | 23                       | 4                        | 152     | 27    |
| Total   | Total         | Total   | 264         | 43          |                 |                 |                          |                          |         |       |

## Palmarès
- Championnat de l'État du Rio Grande do Sul : 1973, 1974, 1975, 1976, 1978
- Championnat du Brésil : 1975, 1976, 1979
- Championnat d'Italie : 1983
- Coupe d'Italie : 1981, 1984
- Championnat de l'État de São Paulo : 1985
- Copa Roca : 1976.

## Distinctions personnelles
- Élu parmi les "légendes" par Golden Foot en 2019.
- Bola de Ouro (Ballon d'or brésilien) en 1978 et 1979.
- Onze d'argent : 1983.
- Onze de bronze : 1982.